# Stephanie Mavunga
Stephanie Mavunga, née le 24 février 1995 à Harare, au Zimbabwe, est une joueuse américaine de basket-ball.

## Biographie
Née au Zimbabwe, elle grandit dans l'Indiana et se fait remarquer avec Brownsburg High School (23,2 points, 12,7 rebonds et 3,8 contres de moyenne en senior) et dispute le tournoi Mc Donald's. En NCAA, elle passe deux années avec Tar Heels de la Caroline du Nord avant de rejoindre les Buckeyes d'Ohio State. Après une année redshirt, son année junior est perturbée par deux blessures mais est quand même sélectionnée dans le deuxième meilleur cinq de la conférence en 2017 puis dans le premier cinq de la Big Ten en 2018. 
Elle est choisie par Fever de l'Indiana en 14e choix de la draft WNBA 2018. Elle dispute 25 rencontres de saison régulière pour 2,2 points par rencontre en huit minutes. Sa première expérience à l'étranger avec le club russe d'Enisey est remarquée avec 24,8 points à 59,5 % de réussite aux tirs, 12,4 rebonds, 2,4 contres, 2,3 interceptions et 1,9 passe décisive en Eurocoupe. Pour 2019-2020, elle rejoint le club français de Lattes Montpellier. Elle s'impose rapidement comme une des meilleures joueuses du championnat, jusqu'à ce que l'expérimentée Élodie Godin (13 points, 10 rebonds, 5 passes, 2 interceptions) ne la limite à 5 points lors de la première défaite de son club face à Bourges. Le 30 août, Stephanie Mavunga est transférée au Sky de Chicago contre Jantel Lavender et deux choix de la draft WNBA 2021 (un second et un troisième tours).
Pour la saison 2020-2021, elle retourne en Russie pour un autre club d'Euroligue, le Dynamo Koursk.

## Équipe nationale
En 2011, elle est membre de l'équipe nationale U16  qui remporte le Tournoi des Amériques disputé au Mexique avec cinq victoires. En 2012, elle est présélectionnée en équipe nationale U17 mais non retenue dans la sélection finale, tout comme l'année suivante avec les U18.  En 2015, elle dispute les Jeux panaméricains à Toronto où les États-Unis emportent la médaille d'argent avec 4 victoires et un revers. 

## Palmarès
- Médaille d'or avec les 16 ans et moins 2011
- Médaille d'argent aux Jeux panaméricains de 2015

## Distinctions personnelles
- Meilleur cinq de l'ACC (2015[3])
- Deuxième cinq de la Big Ten (2017[3])
- Meilleur cinq académique de la Big Ten (2017[3])
- Meilleur cinq de la Big Ten (2018[3])